# Saison 2001-2002 du Racing Club de Lens
Vous lisez un « bon article » labellisé en 2015.
Maillots
Chronologie
Saison précédente Saison suivante
La saison 2001-2002 du Racing Club de Lens est la quarante-neuvième saison du club pas-de-calaisien en première division du championnat de France, la onzième consécutive au sein de l'élite du football français. Cette saison voit l'équipe artésienne se classer deuxième en championnat après avoir été en tête de celui-ci durant vingt-huit journées et jusqu'au coup d'envoi de la dernière rencontre.
Au sortir d'une saison 2000-2001 où le RC Lens dispute le maintien, l'équipe professionnelle se voit dotée d'un nouvel entraîneur, Joël Muller. L'effectif est également remanié. Après un bon début de saison, le RC Lens prend la tête du championnat. Toutefois, bien qu'ayant compté jusqu'à huit points d'avance sur le deuxième, l'Olympique lyonnais, à dix journées de la fin, cette avance diminue progressivement amenant les Lensois à disputer une dernière rencontre décisive pour le titre contre Lyon au stade de Gerland. Ce match est remporté par les Lyonnais qui gagnent alors le championnat, le premier d'une série de sept titres consécutifs.
En parallèle de ce parcours en championnat, le RC Lens atteint les seizièmes de finale en Coupe de France et en Coupe de la Ligue. La deuxième place en championnat permet au club de se qualifier pour la Ligue des champions pour la deuxième fois de son histoire.

## Avant-saison

### Transferts

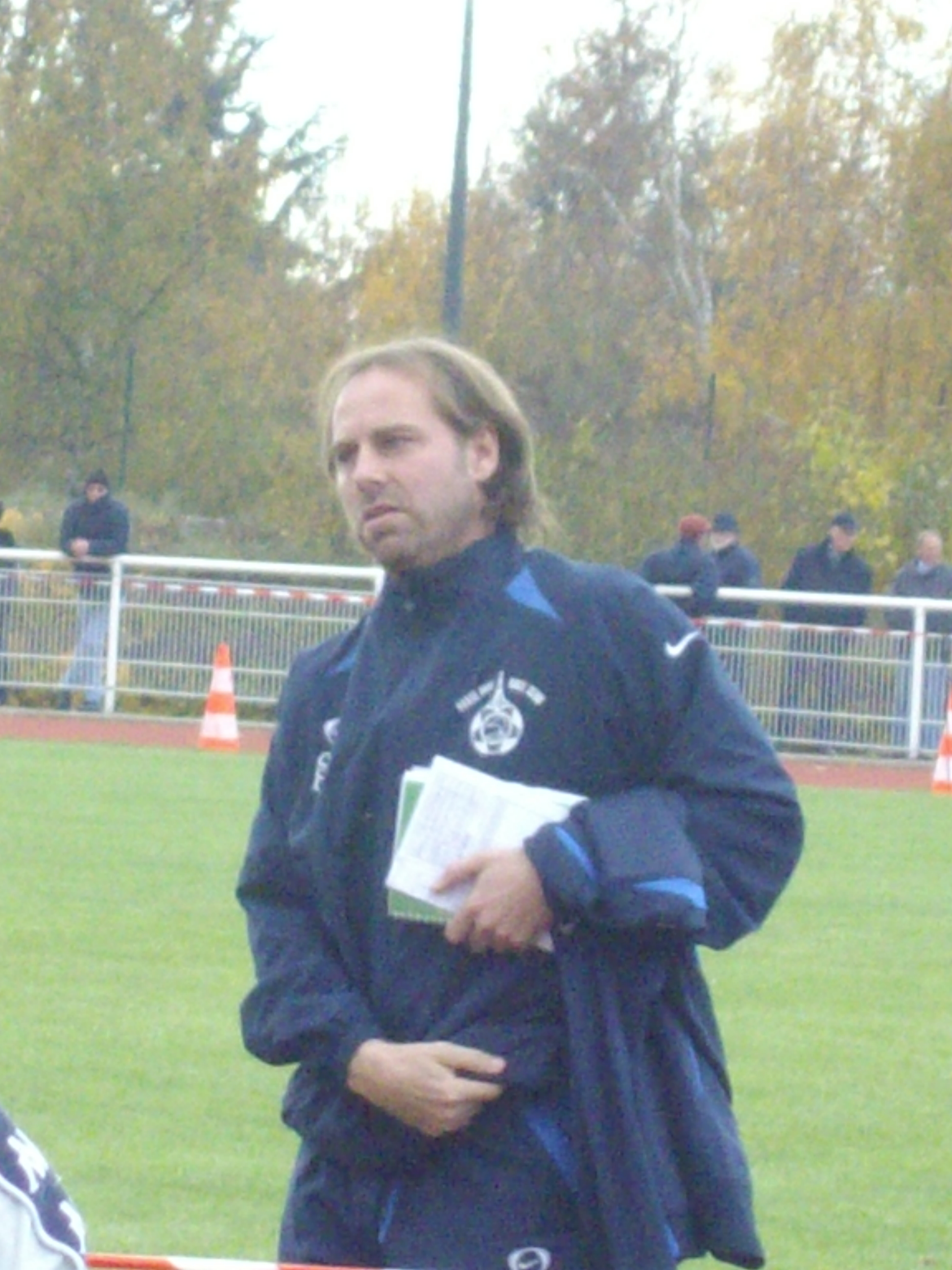
Jean-Guy Wallemme revient dans son club formateur pour une dernière saison professionnelle

Le marché estival des transferts est marqué pour Lens par plusieurs mouvements de joueurs. Au niveau des départs, Franck Dumas, prêté par l'Olympique de Marseille (OM) y retourne avant de s'engager pour le SM Caen. L'OM voit arriver les Lensois Cyril Rool et Philippe Brunel, prêtés un an avec option d'achat, Cédric Berthelin est de son côté prêté à l'ASOA Valence. Les attaquants Esteban Fuertes et Bruno Rodriguez, ce dernier revenant de prêt de l'EA Guingamp, sont eux prêtés en Espagne, respectivement au CD Tenerife et au Rayo Vallecano. Abdelmajid Oulmers, de retour de prêt de l'ES Wasquehal, club de deuxième division partenaire du RC Lens, signe un contrat professionnel de deux ans avec le RC Lens. Dans la foulée, il est à nouveau prêté à Wasquehal pour un an tout comme un autre néo-professionnel, Yazid Kaïssi. Ils y retrouvent Xavier Méride, qui s'engage dans ce club à son retour de prêt de l'US Créteil,. En fin de contrat et non prolongés, Sébastien Hamel et Guillaume Bouisset quittent le club, Hamel signe ensuite au FC Lorient. José-Karl Pierre-Fanfan est transféré à l'AS Monaco pour une somme qui serait située entre 50 et 60 millions de francs. Franck Chaussidière et Tahina Randria quittent Lens pour la deuxième division, respectivement pour Istres et Châteauroux.
Du côté des arrivées, plusieurs joueurs sont de retour de prêts et sont conservés dans l'effectif. Il s'agit de Sébastien Chabbert (FC Metz), Yoann Lachor (Servette de Genève), Valérien Ismaël (RC Strasbourg) et de Ludovic Delporte (Stade lavallois). Trois joueurs sont transférés de l'AS Saint-Étienne, club relégué en deuxième division : Jean-Guy Wallemme qui s'engage pour un an, Pape Sarr qui signe pour cinq ans avec un montant de transfert de 22 millions de francs, et Stéphane Pédron, dont le transfert est estimé à 18 millions de francs. Pédron a un contrat de trois saisons. Charles Itandje arrive en provenance de l'AS Red Star 93. Djimi Traoré est prêté par Liverpool FC. El-Hadji Diouf, déjà présent en prêt la saison précédente, fait l'objet d'un transfert définitif contre environ trente millions de francs pour le Stade rennais. Enfin, plusieurs joueurs signent un premier contrat professionnel : Daouda Jabi et Adama Coulibaly pour quatre saisons, Bouabid Bouden pour cinq.
L'encadrement lensois est également remanié. Rolland Courbis, entraîneur du club pendant la première partie de la saison précédente avant d'être écarté du poste, était resté au club en tant que « donneur d'avis » jusqu'à la fin de saison et le terme de son contrat,. Il rejoint l'AC Ajaccio. Georges Tournay, qui l'avait remplacé, reste au club en tant qu'adjoint du nouvel entraîneur, Joël Muller. Celui-ci amène avec lui un adjoint chargé de s'occuper des gardiens, Michel Ettorre. Ettorre remplace à ce poste Jean-Pierre Lauricella, qui reste au club au sein de la réserve. Patrice Bergues, ancien entraîneur du club, arrive de Liverpool pour prendre le poste de directeur technique. Jean-Luc Lamarche devient responsable du recrutement et fait son retour à ce poste. Muller, Ettorre, Bergues et Lamarche ont un contrat pour quatre saisons. Les recrutements de Muller, Bergues et Lamarche sont évoqués plusieurs mois avant cette intersaison.
D'autres transferts ont lieu en cours de saison ainsi que lors du mercato hivernal, ce qui modifie considérablement l'effectif.

### Préparation d'avant-saison
L'équipe professionnelle du Racing Club de Lens réalise un stage de pré-saison à Vichy. C'est dans cette ville que Lens dispute ses deux premiers matchs amicaux. Ces rencontres sont disputées le 3 et 4 juillet 2001 en trois tiers-temps de trente minutes. La première, contre l'AC Ajaccio, club de deuxième division, se solde par un match nul un à un. La seconde, disputé contre le club amateur de Vichy, est gagnée neuf à zéro par les Lensois. Trois jours plus tard, Lens affronte l'AS Saint-Étienne, autre club de deuxième division, à Clermont-Ferrand. Le score est de trois buts à zéro. Le 10 juillet, le RC Lens rencontre à Saint-Malo l'EA Guingamp, alors en première division (D1). Lens est battu un but à zéro à la suite d'un penalty de Cédric Bardon à la 78e minute.
Du 13 au 15 juillet, le RC Lens participe au Tournoi Club Europe au stade Louis-II de Monaco. Une phase de poules oppose Lens à l'Olympique lyonnais et l'AS Monaco (deux clubs de D1) dans des matchs de 45 minutes. Battu par Lyon mais vainqueur contre Monaco à chaque fois sur un score d'un but à zéro, Lens est deuxième de sa poule et dispute le match pour la troisième place contre Montpellier (D1). Disputé en deux mi-temps de trente minutes, le score final est de un but partout, Lens termine troisième de ce tournoi par tirage au sort.
Trois derniers matchs amicaux sont joués par le RC Lens. Le 18 juillet, le club Sang et Or domine au stade de la Licorne d'Amiens l'Amiens SC, pensionnaire de deuxième division (D2), par trois buts à zéro. Le score de zéro à zéro est celui des deux derniers matchs amicaux, contre le CS Sedan (D1) à Épernay le 21, puis contre l'ES Wasquehal (D2) à Armentières le 24. Sept autres matchs amicaux sont disputés en cours de saison.

### Objectifs
La saison 2000-2001 du RC Lens s'est soldée pour le club lensois par une quatorzième place en championnat avec seulement trois points d'avance sur le premier relégué, l'AS Saint-Étienne. Partant de ce constat, la direction du club ambitionne pour cette saison de « reconstruire », Gervais Martel, le président, soulignant plus précisément le fait de « faire honneur au maillot, prendre du plaisir et en donner à notre formidable public ». De son côté, Éric Sikora déclare que les joueurs ont l'« esprit revanchard » et visent « le premier tiers du classement ». De son côté, l'entraîneur Joël Muller attend la fin de la première partie de saison pour se prononcer,. France Football, dans son guide d'avant-saison, ainsi que le journal Le Monde indiquent plusieurs favoris pour le championnat : l'Olympique lyonnais figure en tête, suivi de l'AS Monaco, du Paris SG, du FC Nantes champion sortant et des Girondins de Bordeaux,. Dans France Football, le RC Lens figure en pointe du reste des clubs. La « Cote FF », qui s'étend de cinq étoiles pour les meilleurs clubs supposés et deux aux moins bons, donne trois étoiles à Lens tout comme à cinq autres équipes. Devant Lens, quatre clubs en ont cinq, trois en ont quatre.

## Compétitions

### Championnat
La saison de championnat de Division 1 2001-2002 se déroule du 27 juillet 2001 au 4 mai 2002. C'est la 64e édition du championnat de France de football et elle oppose 18 clubs au cours de 34 journées. Exceptionnellement, au cours de cette saison, il n'y aura que deux clubs relégués pour quatre montées en provenance de la Division 2 pour permettre au championnat suivant de se dérouler avec vingt clubs. C'est la 49e participation du Racing Club de Lens à cette compétition, cette saison étant la onzième consécutive. Le vainqueur et le deuxième de ce championnat seront qualifiés pour la phase de groupe de la Ligue des champions la saison suivante, le troisième passera par le troisième tour de qualification pour non-champions, le quatrième jouera la Coupe de l'UEFA. Les trois suivants sont qualifiés pour la Coupe Intertoto 2002.

#### Un bon démarrage - Journées 1 à 6
Le Racing Club de Lens ne bénéficie pas d'un calendrier favorable lors de son entame de championnat. Le club lensois doit en effet affronter successivement les favoris annoncés que sont l'Olympique lyonnais et le FC Nantes, les deux premiers de la saison précédente, avant de jouer contre l'Olympique de Marseille, le FC Metz, le rival lillois et le Paris SG, un autre prétendant au titre,.
Pour son premier match contre Lyon, Lens a un nouveau capitaine, Guillaume Warmuz remplaçant Éric Sikora qui commence la saison comme remplaçant,. Lyon est de son côté privé de plusieurs joueurs : Edmílson, Sonny Anderson, Éric Deflandre et Sidney Govou sur blessure, Philippe Violeau pour raisons familiales et Steed Malbranque en instance de transfert vers Fulham,. Lens s'impose par deux buts à zéro. Ces deux buts sont inscrits de la tête : le premier par Sarr sur un centre de Diouf à la onzième minute, le deuxième sept minutes plus tard Ismaël sur un corner frappé par Pédron. Cette victoire est la première à domicile en championnat depuis le 3 décembre 2000 et la réception de Marseille,. Elle permet à Lens d'être troisième du classement à égalité avec les Girondins de Bordeaux, les deux clubs étant devancés à la différence de buts par l'AJ Auxerre et l'ES Troyes AC.
La deuxième journée voit Lens se déplacer au stade de la Beaujoire chez le champion en titre, le FC Nantes. Lens ouvre le score en première mi-temps à la 30e minute sur un but de Moreira consécutif à une passe de Pédron. En deuxième période, Nantes revient au score après un penalty marqué par Quint sifflé après une faute de Coly. Cependant, à la 86e minute, Sakho récupère un ballon nantais, ce qui lui permet d'adresser un centre à Diouf qui marque de la tête face à Landreau. Grâce à cette victoire, Lens se retrouve en tête du championnat à égalité de points avec Sochaux mais avec une meilleure différence de buts.

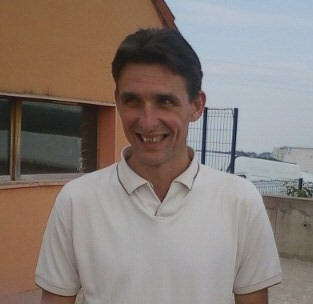
Guillaume Warmuz, gardien de but et capitaine du RC Lens en 2001-2002.

Le 11 août 2001, Lens reçoit l'Olympique de Marseille, match comptant pour la troisième journée. Les deux buts de cette rencontre sont inscrits par Sakho en deuxième mi-temps à 5 minutes d'intervalle. Entré en jeu en début de deuxième période, il marque le premier à la 60e minute, à la suite de plusieurs dribbles, d'un tir du pied droit. Le second est inscrit à la 65e où Diouf profite d'une erreur défensive de Lebœuf pour centrer dans la surface marseillaise, le ballon étant repris de la tête par Sakho,. Avec cette victoire, Lens prend seul la tête du championnat avec 2 points d'avance sur Auxerre,.
Dans le cadre de la quatrième journée, Lens se déplace en Moselle pour y rencontrer l'ancien club de Joël Muller, le FC Metz. Diouf inscrit l'unique but de ce match à la 40e minute sur une tête, après un coup franc de Pédron. En deuxième mi-temps, Lens tient sa victoire malgré une occasion messine ayant abouti à deux frappes successives sur les poteaux lensois. Lens enchaîne donc une quatrième victoire consécutive en autant de matchs disputés. Au niveau du classement, rien ne change, Lens restant devant Auxerre avec le même écart de points.
Le 26 août 2001 se déroule le 91e derby du Nord, Lens recevant le Lille OSC pour la cinquième journée de championnat. Les deux clubs sont invaincus en championnat et Lille s'est qualifié quatre jours auparavant pour la première phase de groupe de la Ligue des champions aux dépens de Parme. À la 60e minute, c'est Sakho qui, après un premier tir, ouvre le score pour le Racing Club de Lens. Cependant, à la 87e minute, Bakari, profitant d'un coup franc de Boutoille, égalise lors de ce match de « très haute tenue » selon Onze Mondial. Malgré ce match nul, Lens conserve la tête du championnat avec un point d'avance sur l'Olympique lyonnais, nouveau dauphin.
La sixième journée voit le RC Lens se déplacer au Parc des Princes pour rencontrer le Paris SG. Dès la 18e minute, sous la pression de joueurs lensois, Letizi, sorti hors de sa surface, souhaite faire une passe à Potillon mais celle-ci est interceptée par Diouf qui passe le ballon à Pédron, celui-ci réalisant un tir lointain qui termine en pleine lucarne. À la 51e minute, Diouf, servi à la limite du hors-jeu, marque sur un contre fulgurant. Mais en deux minutes, Lens se fait rejoindre par Paris. Anelka réduit tout d'abord l'écart à la 68e minute puis Alex égalise à la 70e minute.
À l'issue des six premières journées, Lens est donc deuxième du championnat, à égalité de points avec le leader auxerrois, mais avec une différence de buts moins bonne.

#### À la reconquête de la première place - Journées 7 à 12
Pour la septième journée, Lens reçoit le club de Sochaux le 15 septembre 2001. En première mi-temps, à la suite d'un centre de Diouf, le joueur sochalien Saveljić détourne le ballon dans ses propres filets permettant au club du Pas-de-Calais de mener au score. À la 45e minute, Coridon double la mise puis, à la 61e minute, Moreira marque le troisième but lensois permettant de sceller définitivement la victoire. Grâce aux trois points acquis, Lens reprend la tête du championnat à égalité avec Auxerre que ce soit au niveau des points ou de la différence de buts, le club artésien étant en tête grâce à un nombre de buts marqués plus important.
Le 22 septembre 2001, dans le cadre de la huitième journée, Lens se rend au stade Louis-II pour y rencontrer le club de Monaco, qui compte en son sein 4 anciens joueurs lensois (Eloi, Nyarko, Pierre-Fanfan et Rool). C'est d'ailleurs Nyarko qui ouvre la marque pour le club monégasque à la 34e minute sur une frappe tirée à 25 mètres des buts. À la 48e minute, Giuly marque le deuxième but du club de la Principauté et sur une passe de Rool à la 55e minute, Nonda marque le troisième but synonyme de victoire pour l'AS Monaco. Lens connaît donc sa première défaite du championnat. Le club se retrouve troisième du championnat à 1 point derrière Auxerre et Lille.
Le leader auxerrois se déplace au stade Bollaert pour un match comptant pour la neuvième journée de championnat. Lens ouvre rapidement le score dès la 6e minute par Moreira sur une faute de main du gardien d'Auxerre Cool, le ballon étant rendu glissant par la pluie. Le club icaunais égalise en première mi-temps grâce à Tainio, sur une passe de Fadiga. Aucun but ne sera marqué en deuxième mi-temps. Ce match nul, le troisième de la saison, fait chuter Lens à la quatrième position du championnat, ce qui sera son plus mauvais classement de la saison, à 1 point des 3 clubs en tête du championnat (Lyon, Lille et Auxerre).
Le 13 octobre 2001, Lens se rend dans le Morbihan pour y rencontrer le club de Lorient (dixième journée). Ce sont les Lorientais qui ouvrent le score à la 12e minute de jeu sur un but de Feindouno. S'ensuit un triplé de Moreira en première mi-temps (19e, 23e et 39e minutes) sur des passes décisives respectivement de Coridon, Ismaël et Pédron. Les merlus réduisent l'écart à la 77e minute sur un but de Darcheville mais ne parviennent pas à égaliser. Grâce à cette victoire, Lens remonte à la deuxième place du championnat, à un point du leader lillois.
Pour la onzième journée, Lens reçoit un club de Montpellier classé seizième du championnat. C'est Coridon qui ouvre le score à la 37e minute. Moreira double la marque à la dernière minute du temps réglementaire de deuxième mi-temps sur une erreur de relance du gardien montpelliérain Vercoutre,. Au terme de cette onzième journée, Lens repasse en première position devant le LOSC avec un point d'avance et devance Lyon de trois points.
La douzième journée de championnat a lieu le 27 octobre 2001 avec la réception de Lens par le club de Rennes. En deux minutes (à la 11e et la 13e), Ismaël marque un doublé permettant au club du Pas-de-Calais de conforter sa place de leader, ceci malgré la réduction de l'écart d'Arribagé à la 32e minute et la pression exercée par les joueurs rennais jusqu'à la fin du match. Avec le bénéfice de cette victoire, Lens maintient son avance d'un point sur son dauphin lillois mais accroît son avance sur Auxerre (troisième à 4 points d'écart) et Lyon (quatrième à 6 points d'écart).
En outre, avec 4 buts marqués, Moreira est désigné meilleur joueur d'octobre par le jury du trophée LNF-France Soir.

#### Champion d'automne - Journées 13 à 17
Pour la treizième journée du championnat, Lens reçoit le club de Bordeaux le 4 novembre 2001. Ce match se solde par un score nul et vierge, aucune des équipes ne parvenant à prendre le dessus sur l'autre. Avec la défaite lilloise à Lyon, Lens accroît son avance sur son dauphin d'un point en tête du championnat.
Le 17 novembre 2001, Lens reçoit pour la deuxième fois consécutive dans le cadre de la quatorzième journée, le club de Sedan, avant-dernier du classement, se rendant au stade Bollaert. Blanchard, après un corner lensois repoussé par la défense sedanaise, marque à la 11e minute du jeu le seul but du match d'un tir des 25 mètres. Malgré cette victoire, les Lensois montrent des lacunes dans leur jeu et ils sont sifflés par le public une fois la rencontre terminée. Avec cette victoire, conjuguée à la défaite de Lille, Lens conforte sa place en tête du championnat avec 4 points d'avance sur son nouveau dauphin, l'Olympique lyonnais.
La quinzième journée voit Lens se déplacer à Troyes. Le voyage des Lensois est mouvementé, l'avion les menant à destination évitant de justesse une ligne à haute tension peu avant l'atterrissage. Lors du match, juste avant la mi-temps, grâce à une passe de Diouf, Moreira ouvre le score pour Lens. Mais, dès le début de la seconde période, Lens se fait rejoindre au score sur un tir de Celestini, dévié dans ses propres buts par Blanchard. Ce match nul, couplé à une victoire de l'Olympique lyonnais par trois buts à zéro contre l'AJ Auxerre, amène Lens à ne plus compter que deux points d'avance sur les Rhodaniens.

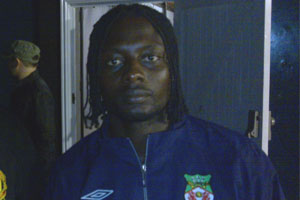
Lamine Sakho, attaquant du RC Lens pour la première moitié de la saison 2001-2002

Le 28 novembre 2001, le club corse de Bastia se déplace au stade Bollaert dans le cadre de la seizième journée. Le match se décante rapidement pour Lens qui marque son premier but dès la 6e minute de jeu sur une grosse faute de main du gardien de Bastia, Penneteau. Pédron double la mise à la 17e minute sur un centre de Moreira, le même Moreira qui marque le troisième but lensois à la 44e minute. En outre, juste avant la mi-temps, le joueur bastiais Ferreira se fait expulser à la suite d'un deuxième carton jaune laissant son équipe évoluer en infériorité numérique pendant toute la deuxième mi-temps. Lens poursuit son festival offensif en seconde période en marquant 4 buts (Diouf à la 54e minute sur penalty, Ismaël à la 63e, Lachor à la 77e et enfin Sibierski à la 90e sur penalty). Cette large victoire de Lens permet au club d'avoir 5 points d'avance sur ses deux poursuivants, Lyon et Lille.
C'est donc un club de Lens, assuré de conserver sa première place quel que soit le résultat de son match, qui se rend au stade du Roudourou pour y affronter le club de Guingamp. Après une première mi-temps où aucun des clubs ne parvient à marquer, c'est le club costarmoricain qui ouvre la marque à la 50e minute sur un tir de Bardon qui rebondit sur le poteau de Warmuz après une erreur de Coulibaly.
À mi-championnat, Lens est premier avec 35 points, soit deux points d'avance sur Lyon, trois sur Auxerre et cinq sur le LOSC.
Extrait du classement de Division 1 2001-2002 à la mi-saison
| Rang | Équipe             | Pts | J  | G  | N | P | Bp | Bc | Diff |
| ---- | ------------------ | --- | -- | -- | - | - | -- | -- | ---- |
| 1    | RC Lens            | 35  | 17 | 10 | 5 | 2 | 30 | 13 | +17  |
| 2    | Olympique lyonnais | 33  | 17 | 10 | 3 | 4 | 32 | 16 | +16  |
| 3    | AJ Auxerre         | 32  | 17 | 9  | 5 | 3 | 26 | 18 | +8   |
| 4    | Lille OSC          | 30  | 17 | 8  | 6 | 3 | 21 | 15 | +6   |
| 5    | Paris SG           | 27  | 17 | 6  | 9 | 2 | 20 | 13 | +7   |
| 6    | G. de Bordeaux     | 27  | 17 | 7  | 6 | 4 | 15 | 10 | +5   |

#### Conservation de la place de leader - Journées 18 à 21
Pour la première journée des matchs retour, le RC Lens reçoit le FC Nantes. Après une première demi-heure dominée par les Nantais, Olembe est expulsé côté nantais. Le score est de zéro à zéro à la mi-temps. Après la reprise, Lens inscrit deux buts en quatre minutes par Sibierski, sur retourné acrobatique, puis Sakho sur penalty. Rentré en jeu à la 69e minute, Bucher inscrit le troisième et dernier but lensois dix minutes plus tard, son premier but à ce niveau,.
La dix-neuvième journée du championnat voit Lens se déplacer au stade Vélodrome pour y rencontrer l'Olympique de Marseille. Et c'est le club évoluant à domicile qui ouvre la marque à la 16e minute de jeu. Après une faute dans la surface de réparation de Lachor et Coulibaly sur Leroy, le capitaine marseillais Lebœuf transforme le penalty mais se blesse au moment du tir. À la suite d'un corner de Pédron, Diouf égalise à la 40e minute. Lens prend définitivement l'avantage dans les dix dernières minutes du match sur un but de Coulibaly à la 82e minute de jeu. Grâce à cette victoire, Lens prend 7 points d'avance sur son dauphin lyonnais qui voit son match reporté. La possibilité pour le RC Lens de devenir champion de France en fin de saison est alors évoquée dans le journal belge Le Soir. Stéphane Pédron est lauréat du titre de joueur du mois de décembre par le jury du trophée LNF-France Soir.
La vingtième journée devait voir s'affronter Lens et Metz au stade Bollaert mais en raison d'intempéries, le terrain est impraticable car gelé. Le match est donc reporté à une date ultérieure. Le club de Lyon, quant à lui, dispute son match et décroche une victoire lui permettant de revenir à 4 points de Lens.
Le programme de la vingt-et-unième journée amène Lens à se déplacer chez son rival lillois. Cependant, le froid régnant durant les jours précédents dans la région lilloise et le gel de la pelouse qu'il engendre entraînent une incertitude quant au bon déroulement du match qui a finalement lieu à la date prévue le 11 janvier 2002,. Un seul but est inscrit dans la rencontre, il l'est à la 57e minute. Le but est consécutif à une passe en retrait ratée de Cygan à son gardien Wimbée. Trop courte, la passe est récupérée par Moreira qui centre pour Diouf qui marque du pied gauche. Au terme de cette 21e journée, trois rencontres sont reportées dont celles concernant Lyon et Auxerre, Lens a sept points d'avance sur Lyon, les deux équipes ayant un match en retard. Le PSG est troisième à 10 points de Lens et devance à la différence de buts Auxerre et Lille. Paris et Lille sont à jour de calendrier tandis qu'Auxerre a deux matchs en moins.

#### Un effectif chamboulé par la CAN - Journées 22 à 25
En raison de la Coupe d'Afrique des nations, le RC Lens est privé de plusieurs internationaux, les Sénégalais Diouf, Coly, Sarr et Bouba Diop (arrivé au mercato hivernal) ainsi que le Malien Coulibaly. Ces départs sont compensés par les arrivées de Bąk et de Rodriguez.
La vingt-deuxième journée voit le RC Lens recevoir le Paris Saint-Germain. Après une première période n'ayant vu aucune des deux équipes marquer, la deuxième période est du même acabit mais, au cours des 5 dernières minutes du temps réglementaire, le match se décante. À la 85e minute, en raison d'un tirage de Wallemme sur Alex dans la surface de réparation, l'arbitre siffle un penalty, qui est transformé par Ronaldinho mais à la 88e minute, Pédron, sur une passe de Moreira, égalise.
Le 30 janvier, au lendemain d'une défaite lyonnaise en match avancé à Nantes, Sochaux reçoit Lens. Dès la 22e minute, sur un corner de Pédron, Ismaël positionné au second poteau renvoie la balle au centre et, après un nouveau renvoi au centre de Bąk, Moreira ouvre la marque pour le club lensois. Lens double la mise juste avant la mi-temps avec un but de Sibierski. Grâce à cette victoire, Lens porte son avantage sur Lyon à huit points.
Le 2 février 2002, Lens reçoit Monaco dans un match comptant pour la vingt-quatrième journée. Dans ce match permettant de recroiser les anciens joueurs lensois que sont Rool et Nyarko, le club nordiste ouvre la marque dès la 9e minute par Siberski après un débordement côté droit de Coridon. Le score ne changera plus jusqu'à la fin du match. À dix matchs du terme de la saison, Lens compte donc toujours huit points d'avance sur Lyon.
Pour la vingt-cinquième journée, Lens rencontre le club icaunais d'Auxerre. La première période se termine sans qu'aucune des deux équipes ne réussisse à marquer le moindre but. Cependant, en deuxième mi-temps, Kapo trompe Warmuz qui s'attendait à un centre du joueur auxerrois alors que celui-ci a tiré. Le club de Lens concède à la fin de ce match sa troisième défaite en championnat mais, avec le match nul de Lyon face à Rennes, maintient son avance à sept points sur le club rhodanien.

#### Retour des internationaux africains - Journées 26 à 28
Le match entre Lens et Lorient a lieu le 16 février 2002 au stade Bollaert. Ce match est marqué par le retour des internationaux sénégalais de la Coupe d'Afrique, à l'exception de Diouf, pas rentré avec ses coéquipiers. Après l'ouverture du score de Coridon à la 10e minute, le club morbihannais égalise juste avant la mi-temps grâce à Darcheville. Le score ne change pas en deuxième mi-temps. Au terme de cette vingt-sixième journée, Lens malgré un match en retard a deux points d'avance sur Lyon qui s'impose contre le Paris Saint-Germain lors de cette journée et qui bénéficie des trois points de sa victoire en match en retard contre Troyes le 9 février. Auxerre est troisième à sept points mais deux matchs en retard.
La vingt-septième journée voit Lens se déplacer au stade de la Mosson pour y rencontrer le club de Montpellier. En préambule de cette partie, Diouf, revenu en retard de la Coupe d'Afrique, doit s'en excuser publiquement et est sanctionné financièrement mais est présent sur le terrain. Le match voit Coly se faire expulser dès la 32e minute et le joueur oblige donc son équipe à évoluer en infériorité numérique pendant environ 1 heure. Malgré ce handicap, Lens ouvre le score à la 44e minute sur un but de Diouf sur un centre de Moreira. Le RC Lens double même la mise à la 66e minute par Pédron sur un décalage de Coulibaly. Montpellier réduit l'écart à la 88e minute sur un but de Fugier.
En match en retard de la vingtième journée, le RC Lens reçoit le 2 mars 2002 le dernier du classement, le FC Metz, dont l'entraîneur est Gilbert Gress depuis quelques semaines. Les Messins prennent l'avantage par deux buts de Wallemme contre son camp puis Baticle. Lens réduit l'écart par Moreira à la 70e minute puis Diouf égalise sur penalty à la 87e minute,. Avec ce match nul, Lens possède une avance de 6 points sur son dauphin lyonnais.
Le 6 mars 2002, dans le cadre de la vingt-huitième journée, Lens reçoit Rennes. À la 13e minute, Sibierski ouvre la marque sur une frappe de 25 mètres qui trompe Durand, le tir étant dévié par Diatta. Lens marque un deuxième but en toute fin de match (90e minute) par Pédron.

#### Retour lyonnais - Journées 29 à 33
La vingt-neuvième journée voit le déplacement de Lens à Bordeaux. Après une première mi-temps vierge de but, c'est le club girondin qui ouvre la marque à la 59e minute par Pauleta sur un penalty consécutif à une faute de main d'Ismaël. Bordeaux marque un deuxième but par l'intermédiaire de Miranda à la 85e minute. Pédron réduit l'écart à la 87e minute, mais ce but sera le dernier du match et Lens connaît donc sa quatrième défaite de la saison.
Le 23 mars 2002, Lens se déplace dans les Ardennes pour y rencontrer le club de Sedan. C'est le joueur formé à Lens N'Diefi qui marque le premier but de cette rencontre pour les Sedanais à la 14e minute. Coly permet à Lens d'arracher le point du match nul à la 83e minute sur un corner lensois mal repoussé par di Tommaso. Ce match, disputé devant 21 998 ou 22 008 spectateurs, constitue alors le record d'affluence du stade Duguauguez. À l'issue de cette trentième journée, Lens compte 60 points soit quatre points d'avance sur Lyon. Le PSG est troisième à six points et devance Auxerre à la différence de buts. Les Bourguignons ont cependant deux matchs en retard.
Lens reçoit le club de Troyes dans le cadre de la trente-et-unième journée. Ce match se solde par un score nul et vierge à la fin du temps réglementaire, ceci malgré deux tirs ayant été repoussés par les montants du but de Heurtebis et une infériorité numérique troyenne consécutive au carton rouge de Tourenne à la 78e minute. Ce match nul conjugué à la victoire de Lyon permet au club rhodanien de revenir à deux points de Lens, qui reste en tête du championnat.
Pour la trente-deuxième journée, Lens se déplace sur le terrain du SC Bastia, toujours à la lutte pour éviter la relégation et voulant faire oublier leur défaite du match aller par sept buts à zéro. Dès la quatrième minute du match, Bastia obtient un penalty raté par Vairelles. Lens, pourtant dominé, inscrit le premier but de la rencontre par Sibierski d'une tête plongeante. En deuxième mi-temps, les Corses inscrivent trois buts dans les vingt-cinq dernières minutes par Prince, Jau et Vairelles,. Grâce à cette victoire, Bastia s'assure de son maintien. Lyon ne profite cependant pas de la défaite lensoise pour prendre la place de leader. Les Lyonnais, malgré plusieurs occasions, n'arrivent pas à tromper le gardien Vercoutre et concèdent le nul à domicile zéro à zéro contre Montpellier,. À deux matchs de la fin de la saison, Lens compte donc 61 points soit un point d'avance sur Lyon. Auxerre est troisième avec 57 points et un match en retard. Joël Muller, inquiet et mécontent de la prestation de ses joueurs à Bastia, déclare : « Quand on veut jouer les premiers rôles, on se doit de savoir le faire et surtout d'être plus entreprenant... Il faut se transcender pour devenir champion de France ! ». Guillaume Warmuz dit que le Lyon-Lens de la dernière journée est « certainement comme la finale du championnat ».
La trente-troisième et avant-dernière journée de championnat amène le club de Guingamp, premier relégable, à venir rencontrer le leader Lens au stade Bollaert. Ce duel tourne rapidement à l'avantage de Lens qui ouvre la marque dès la 19e minute de jeu sur un but de Diouf. Coulibaly permet à Lens de mener 2 à 0 avant la mi-temps avec son but marqué à la 42e minute. En deuxième mi-temps, aux 54e et 55e minutes, Diouf et Moreira permettent à Lens de mener 4 à 0. Le but de Drogba à la 69e minute reste anecdotique car Lens remporte ce match et conserve son point d'avance sur Lyon qui a également gagné sa rencontre.

#### «Finale» perdue - Journée 34
La trente-quatrième et dernière journée amène donc le Racing Club de Lens à se déplacer sur le terrain de l'Olympique lyonnais, son dauphin au classement et qui peut devenir champion de France en cas de victoire, tandis que Lens sera champion s'il ne perd pas la rencontre. Ce match est considéré comme une « finale » du championnat.

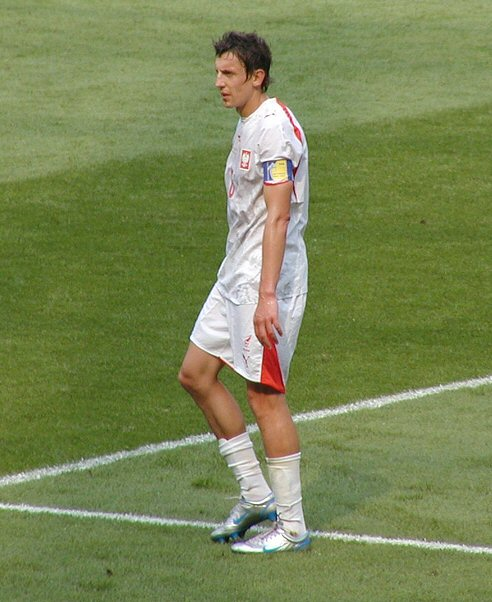
Jacek Bąk, joueur lyonnais au cours de la première partie de saison joue avec Lens à partir de janvier 2002

Lyon ouvre très rapidement le score par Govou dès la 7e minute. Lyon double peu de temps après la mise par Violeau dès la 14e minute. Lyon est donc virtuellement champion de France dès le début du match. Lens réduit l'écart à la 27e minute par l'ancien Lyonnais Jacek Bąk, arrivé au mercato hivernal avec une « clause orale » de ne pas jouer contre Lyon pendant le reste de cette saison 2001-2002.
Le troisième but lyonnais est inscrit en deuxième mi-temps à la 53e minute par Laigle, formé et ayant évolué en professionnel à Lens dans les années 1990. Plus aucun but ne sera marqué dans le match. Lens perd donc le match et par la même occasion le titre de champion de France au profit de l'Olympique lyonnais, alors que le club a été en tête du championnat durant 28 journées (sur les 34 que compte le championnat), et l'était depuis la onzième journée.
Après le match, Joël Muller déclare : « La déception est immense parce que je pense que nous avons été battus par une équipe de Lyon qui, sur l'ensemble de la saison, ne nous était pas supérieure. On avait les moyens d'aller au bout, mais les points qui nous manquent ce soir, nous les avons perdus lors de nos derniers déplacements à Auxerre [0-1], Bordeaux [1-2] et Bastia [1-3] ». Lens ne prend ainsi que cinq points sur les six derniers matchs, loin des 18 points possibles.

#### Classement final et statistiques
Le Racing Club de Lens termine le championnat à la deuxième place avec 18 victoires, 10 matchs nuls et 6 défaites, pour un total de 64 points (3 points pour une victoire, 1 point gagné pour chaque match nul et aucun point inscrit en cas de revers). C'est l'Olympique lyonnais qui remporte le titre de champion grâce à sa victoire lors de la dernière journée de la saison face à Lens qui lui permet d'avoir deux points de plus que le club du Pas-de-Calais (66 points pour 20 victoires, 6 nuls et 8 défaites).
Les Lensois possèdent la deuxième meilleure attaque de Division 1 avec 55 buts marqués soit 7 buts de moins que les Lyonnais, première attaque du championnat. Lens est également la deuxième meilleure défense avec 30 buts encaissés derrière le Paris Saint-Germain (24 buts encaissés),.
L'Olympique lyonnais est la meilleure équipe à domicile avec 45 points suivie du Racing Club de Lens avec 37 points, les deux équipes étant les seules à rester invaincues chez elles durant la saison,.
Quant au classement à l'extérieur, Lens est la meilleure équipe de l'exercice 2001-2002 avec 27 points marqués (8 victoires, 3 nuls, 6 défaites) devant Paris et Auxerre (26 points marqués).
L'affluence moyenne dans le stade Bollaert a été de 37 336 spectateurs, ce qui en fait la 3e meilleure moyenne derrière celles de l'Olympique de Marseille (50 072) et du Paris Saint-Germain (41 040).
Le Racing Club de Lens est qualifié directement avec l'Olympique lyonnais pour la phase de groupes de la Ligue des champions 2002-2003, l'AJ Auxerre devant passer par le troisième tour de qualifications. Le Paris Saint-Germain, le FC Lorient et les Girondins de Bordeaux sont qualifiés pour le premier tour de la Coupe UEFA 2002-2003. Le LOSC est qualifié pour le troisième tour de la Coupe Intertoto 2002 tandis que l'ES Troyes AC et le FC Sochaux sont qualifiés pour le deuxième tour de cette même coupe.
Les Trophées UNFP, récompensant les acteurs du football en France, sacrent le technicien lensois Joël Muller comme meilleur entraîneur du championnat, le trophée du plus beau but étant attribué à Antoine Sibierski pour son retourné marqué contre le FC Nantes lors de la 18e journée de championnat. Jocelyn Blanchard et Stéphane Pédron figurent parmi l'équipe-type de la saison 2001-2002. Les autres trophées sont attribués à Pedro Miguel Pauleta (meilleur joueur), Djibril Cissé (meilleur espoir) et Ulrich Ramé (meilleur gardien).
Extrait du classement de Division 1 2001-2002
| Rang | Équipe                 | Pts | J  | G  | N  | P  | Bp | Bc | Diff |
| --- | ---------------------- | --- | -- | -- | -- | -- | -- | -- | ---- |
| 1 | Olympique lyonnais     | 66  | 34 | 20 | 6  | 8  | 62 | 32 | +30  |
| 2 | Racing Club de Lens    | 64  | 34 | 18 | 10 | 6  | 55 | 30 | +25  |
| 3 | AJ Auxerre             | 61  | 34 | 17 | 10 | 7  | 48 | 38 | +10  |
| 4 | Paris SG               | 58  | 34 | 15 | 13 | 6  | 43 | 24 | +19  |
| 5 | LOSC                   | 56  | 34 | 15 | 11 | 8  | 39 | 32 | +7   |
| 6 | Girondins de Bordeaux  | 50  | 34 | 14 | 8  | 12 | 34 | 31 | +3   |
| 7 | ES Troyes AC           | 47  | 34 | 13 | 8  | 13 | 40 | 35 | +5   |
| 8 | FC Sochaux-M.          | 46  | 34 | 12 | 10 | 12 | 41 | 40 | +1   |
| 9 | Olympique de Marseille | 44  | 34 | 11 | 11 | 12 | 34 | 39 | -5   |
| 10 | FC Nantes              | 43  | 34 | 12 | 7  | 15 | 35 | 41 | -6   |
| - Ligue des champions 2002-2003 (Phase de groupes) - Ligue des champions 2002-2003 (3e tour de qualification pour non-champions) - Coupe UEFA 2002-2003 (Premier tour) - Coupe Intertoto 2002 (5e : troisième tour, 7e et 8e : deuxième tour) |                        |     |    |    |    |    |    |    |      |

### Coupe de France
Le RC Lens entre en lice en Coupe de France au niveau des trente-deuxièmes de finale, comme tous les autres clubs de première division. Le tirage au sort amène les Lensois à affronter le 14 décembre 2001 le Valenciennes FC, pensionnaire du CFA. Le match se dispute au stade Nungesser de Valenciennes. Lens s'impose en deuxième mi-temps grâce à un but de Mathieu Bucher.
Au tour suivant, Lens affronte l'Olympique de Marseille au stade Félix-Bollaert, trois ans après avoir battus les Olympiens à ce même stade de la compétition trois buts à un. Cette fois le match prend une autre tournure et Marseille se qualifie grâce à un but d'Alberto Rivera Pizarro. Après le match, le RC Lens pose une réclamation qui porte sur une non-qualification potentielle de l'attaquant marseillais récemment recruté Cyril Chapuis, réclamation qui est rejetée quelques jours plus tard. Cette défaite est la seule du club lensois à domicile de la saison, toutes compétitions confondues.

### Coupe de la Ligue
La Coupe de la Ligue 2001-2002 a lieu du 1er septembre 2001 au 20 avril 2002. Le Racing Club de Lens débute la Coupe de la Ligue en seizièmes de finale, comme les autres clubs de division 1, les équipes d'un niveau inférieur passant par un tour supplémentaire.
Le tirage au sort des seizièmes de finale a amené Lens à se déplacer au stade Louis-II pour affronter l'AS Monaco le 1er décembre 2001. Les Lensois ouvrent le score en première mi-temps à la quatrième minute par Antoine Sibierski. Monaco égalise six minutes plus tard grâce à Shabani Nonda. La deuxième mi-temps voit Monaco inscrire trois buts par Oliver Bierhoff, Vladimir Jugović et Nonda sur penalty et donc se qualifier pour le tour suivant.

### Matchs officiels de la saison
Le tableau ci-dessous retrace dans l'ordre chronologique les 37 rencontres officielles jouées par le Racing Club de Lens durant la saison. Le club lensois a participé aux 34 journées du championnat ainsi qu'à 2 tours de Coupe de France et 1 rencontre en Coupe de la Ligue.
À la fin la saison, Lens a remporté 19 matchs, en a perdu 8 et a fait 10 matchs nuls.

## Joueurs et encadrement technique

### Encadrement technique
Joël Muller est l'entraîneur du Racing Club de Lens pour cette saison 2001-2002 et possède un contrat portant sur quatre saisons. Âgé de 49 ans à sa prise de fonction, ce technicien a été initialement joueur professionnel et a entamé sa carrière dans son club formateur, le FC Metz en 1971. Ayant joué également à l'OGC Nice, l'Olympique lyonnais et à Dunkerque, il arrête sa carrière en 1984 et entame une reconversion dans l'encadrement du FC Metz. Il en devient entraîneur en 1989 et gagne avec ce club la Coupe de la Ligue 1996. Il est également vice-champion de France en 1998 où Metz n'est devancé qu'à la différence de buts par le RC Lens puis finaliste de la Coupe de la Ligue 1999, où Metz est battu à nouveau par Lens,. En raison de mauvais résultats, il est remplacé par Albert Cartier en décembre 2000,. Dès le départ de Rolland Courbis, entraîneur du club pendant la première partie de la saison précédente, son nom est évoqué pour lui succéder mais cela ne se produit qu'à l'intersaison. Muller est depuis mars 2001 président de l'UNECATEF, le syndicat des entraîneurs de football en France. Il possède également une licence en histoire.
Georges Tournay est entraîneur adjoint de Muller. Natif de Cambrai, Tournay a été footballeur professionnel au RC Lens et évolue alors comme attaquant de 1977 à 1983. Il évolue également deux saisons au SC Abbeville puis sept autres au CS Louhans-Cuiseaux. Il entame une reconversion dans l'encadrement du RC Lens en s'occupant d'équipes de jeunes puis en devenant adjoint de l'équipe première à partir de 1999. Entre le départ de Courbis et la prise de fonction de Muller, il assure la fonction d'entraîneur principal et obtient le maintien lensois lors de la saison précédente.
Michel Ettore est le nouvel entraîneur des gardiens en remplacement de Jean-Pierre Lauricella. Ettore, ancien gardien de but, notamment au FC Metz, s'est reconverti comme entraîneur à l'issue de sa carrière de joueur. Ami de Joël Muller, il arrive à Lens en sa compagnie et a également un contrat portant sur quatre ans.

### Effectif professionnel

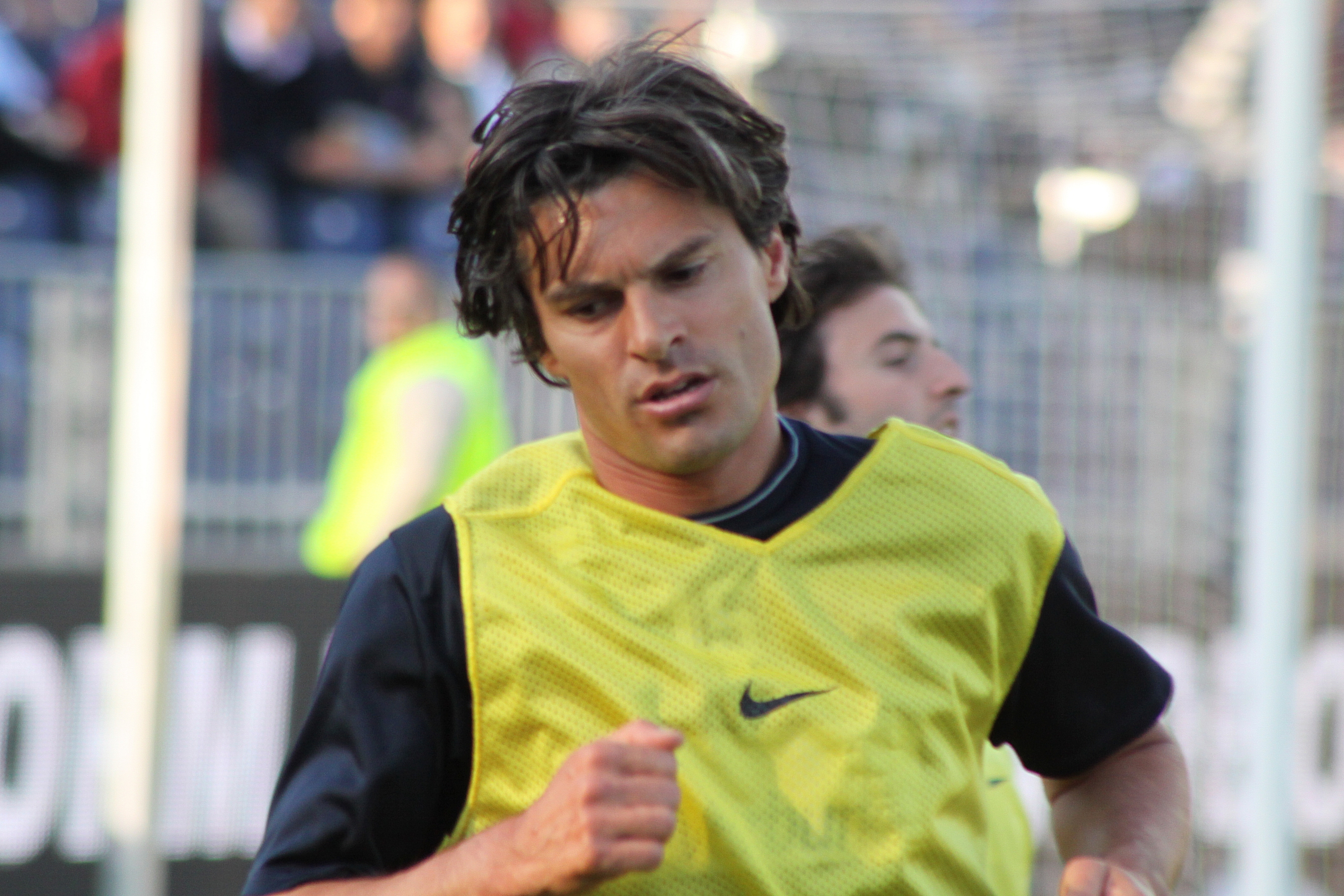
Jocelyn Blanchard, milieu de terrain du RC Lens pour la saison 2001-2002

Le capitaine de l'équipe est le gardien français Guillaume Warmuz,. Il est présent dans le club depuis début 1992-1993. Formé à l'INF Vichy, avec qui il gagne la Coupe Gambardella, il signe son premier contrat professionnel à l'Olympique de Marseille, club avec lequel il n'a disputé aucun match de championnat. Il rejoint alors le club du CS Louhans-Cuiseaux, situé dans sa région natale, où il dispute deux saisons complètes en Division 2. À la suite de ses performances, il rejoint le RC Lens et y devient le gardien principal de l'équipe et gagne avec le club le Championnat de France en 1998 et la Coupe de la Ligue en 1999. Warmuz succède dans ce rôle de capitaine à un autre vainqueur de ces deux trophées, Éric Sikora, qui a fait l'ensemble de sa carrière à Lens depuis ses débuts dans l'équipe professionnelle en octobre 1985. Il détient depuis 2000 le record du nombre de matchs joués en championnat avec le club lensois. Trois autres joueurs de l'effectif étaient présents en 1998 : Jean-Guy Wallemme, Yoann Lachor et Mickaël Debève. Le premier, capitaine de l'équipe à cette époque, quitte ensuite le club et évolue successivement à Coventry City, au FC Sochaux et à l'AS Saint-Étienne avant de revenir au RC Lens en début de saison. Lachor et Debève ont quant à eux été prêtés un an respectivement au Servette de Genève et au Havre AC.
Le RC Lens compte dans ses rangs plusieurs internationaux africains. Figurent dans l'effectif le Malien Adama Coulibaly ainsi que les Sénégalais Ferdinand Coly, Pape Sarr, nouvellement arrivé de Saint-Étienne, et El-Hadji Diouf. Ils sont rejoints lors du mercato hivernal par un nouveau compatriote, Papa Bouba Diop. Le club compte également plusieurs joueurs natifs de la région Nord-Pas-de-Calais. En plus de Sikora, Lachor et Wallemme, Lens peut compter sur Jocelyn Blanchard, Daniel Moreira, Antoine Sibierski ainsi que sur les jeunes issus du centre de formation que sont Mathieu Bucher et Ludovic Delporte. Franck Queudrue, autre joueur issu du centre de formation, est lui originaire de la région parisienne.
L'effectif lensois est modifié à plusieurs reprises en cours de saison. Debève quitte le RC Lens en février 2002 pour rejoindre en prêt Middlesbrough. Il y retrouve Queudrue, prêté dans ce même club quatre mois auparavant. Le numéro 6 alors porté par Queudrue devient celui de Jacek Bąk, une fois celui-ci prêté avec option d'achat à Lens par l'Olympique lyonnais lors du mercato hivernal,. Nenad Grozdić et Ludovic Delporte sont prêtés respectivement en novembre 2001 et lors du mercato hivernal au club espagnol du Racing de Ferrol, leurs numéros ne sont pas réattribués,. Le numéro 21 est en préparation de la saison attribué à Bruno Rodriguez, cependant il est prêté durant le mercato estival au Rayo Vallecano et son numéro devient alors la propriété de Djimi Traoré, prêté par Liverpool,. Rodriguez revient cependant dès octobre à Lens et signe un nouveau contrat en décembre ; il se voit alors attribuer le numéro 23 pendant le reste de la saison. Le mercato hivernal voit Lens recruter pour 3,6 millions d'euros Bouba Diop qui endosse alors le numéro 19 à la place de Patrick Barul qui rejoint alors l'équipe réserve du RC Lens,,. Un dernier transfert a lieu, il s'agit d'un échange de joueur avec l'Olympique de Marseille : l'attaquant Lamine Sakho est remplacé par le défenseur Zoumana Camara. Le numéro 9 n'est plus attribué tandis que Camara endosse le numéro 18,.
Selon France Football, Charles Itandje ne dispose que de la nationalité française en juillet 2001. Lamine Sakho dispose lui d'une double nationalité franco-sénégalaise. Ayant choisi de disputer des matchs de l'équipe de France espoirs, le règlement international interdit alors à Sakho de pouvoir évoluer avec le Sénégal, sélection qu'il peut rejoindre finalement en 2004.

### Statistiques individuelles
Au cours de cette saison, deux joueurs ont disputé l'ensemble des matchs joués par le Racing Club de Lens, il s'agit de Jocelyn Blanchard et du capitaine Guillaume Warmuz qui totalisent donc 37 apparitions sous le maillot lensois, 34 en championnat, 2 en Coupe de France et une en Coupe de la Ligue. En championnat, Valérien Ismaël et Stéphane Pédron ne manquent qu'un seul match, Jean-Guy Wallemme deux.
Le meilleur buteur lensois de la saison est Daniel Moreira qui a inscrit 12 buts suivi d'El-Hadji Diouf avec 10 buts, tous inscrits en championnat par ces deux joueurs. Les autres joueurs ayant marqué sont Antoine Sibierski (7 buts dont 1 en Coupe de la Ligue), Stéphane Pédron (6 buts), Valérien Ismaël et Lamine Sakho (4 buts), Charles-Édouard Coridon (3 buts), Adama Coulibaly et Mathieu Bucher (2 buts dont 1 en Coupe de France pour Bucher) ainsi que Jacek Bąk, Jocelyn Blanchard, Ferdinand Coly, Yoann Lachor et Pape Sarr. En championnat, Moreira et Pédron sont crédités chacun de 5 passes décisives, Diouf de 4, Coridon et Sibierski de 2 et Coulibaly, Ismaël, Lachor, Sakho et Éric Sikora en comptabilisant une. Enfin, seuls deux joueurs ont été expulsés en cours de saison, tous en championnat et à une reprise : Ferdinand Coly et Pape Sarr.

### Récompenses et distinctions
À la fin de la saison 2001-2002, l'UNFP remet aux acteurs du championnat différentes récompenses par le biais des Oscars du football. Le trophée du meilleur entraîneur est décerné au technicien du Racing Club de Lens, Joël Muller,. Jocelyn Blanchard et Stéphane Pédron figurent dans l'équipe-type. Concernant le championnat, Daniel Moreira est désigné meilleur joueur d'octobre par le jury du trophée LNF-France Soir, Stéphane Pédron étant lauréat en décembre. Pour ses performances en club et sélection nationale, El-Hadji Diouf reçoit en 2001 et 2002 le titre de Joueur africain de l'année.
El-Hadji Diouf et Stéphane Pédron figurent dans l'équipe type de la saison de championnat du magazine France Football. Diouf est également treizième du classement des joueurs de champ selon leur moyenne. Deux autres Lensois sont présents dans les vingt premiers : Pédron est quinzième, Moreira dix-neuvième. Guillaume Warmuz est classé huitième au classement des gardiens de but.

### Joueurs en sélection nationale
Plusieurs joueurs de l'effectif du RC Lens sont concernés par les sélections nationales durant la saison. Il s'agit des Sénégalais El-Hadji Diouf, Ferdinand Coly, Pape Sarr et Papa Bouba Diop, du Malien Adama Coulibaly et du Polonais Jacek Bąk.

#### Qualifications et participation à la Coupe du monde 2002
Au niveau de la zone Europe, Jacek Bąk, alors joueur de l'Olympique lyonnais, prend part à un des trois derniers matchs qualificatifs de l'équipe de Pologne de 2001, celui contre l'Ukraine,. La Pologne se qualifie en étant première de son groupe. Dans la sélection pour cette coupe du monde, Bąk dispute le premier match de son équipe contre la Corée du Sud remporté par la sélection asiatique deux buts à zéro. Il ne participe pas à la défaite contre le Portugal ainsi qu'à la victoire sur les États-Unis. La Pologne, avec trois points, est quatrième et dernière de son groupe.

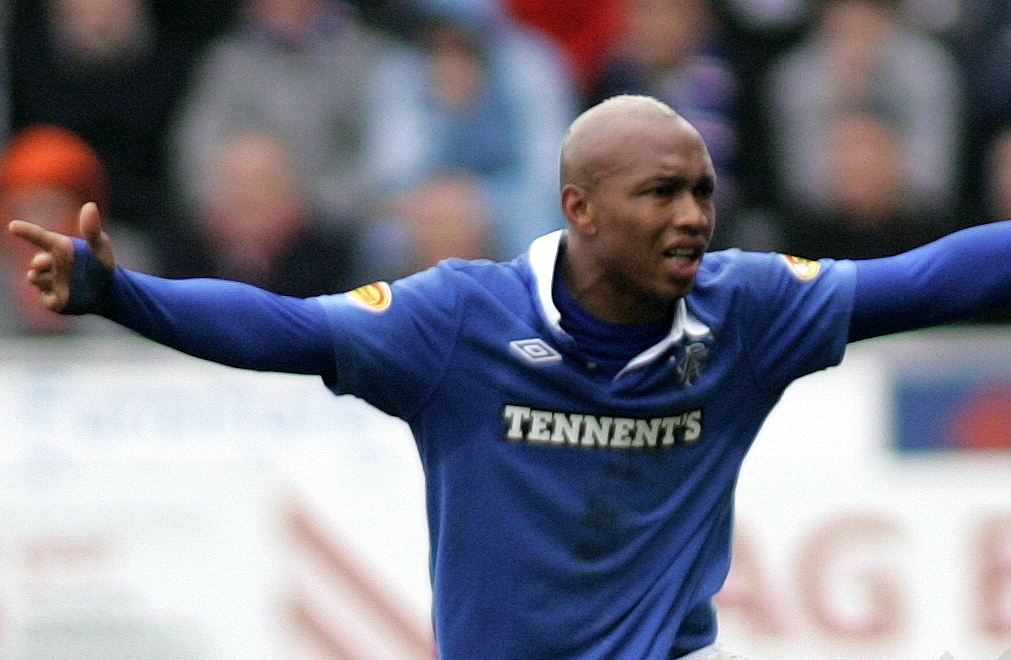
El-Hadji Diouf, joueur sénégalais évoluant au RC Lens.

En zone Afrique, Adama Coulibaly ne participe pas à la qualification pour la Coupe du monde. Le Mali est éliminé au premier tour disputé en avril 2000. Le Sénégal dispute deux rencontres en juillet 2001 où sont présents les quatre joueurs sénégalais évoluant au RC Lens durant la saison. El-Hadji Diouf inscrit un but dans chacune de ces deux rencontres remportées par le Sénégal,. Le Sénégal, à égalité avec le Maroc, se qualifie grâce à une meilleure différence de buts. Diouf inscrit huit buts au cours de ces éliminatoires, dont il est meilleur buteur, et se présente comme la « star » de sa sélection selon son capitaine Aliou Cissé,.
Coly, Sarr, Bouba Diop et Diouf sont tous présents dans la sélection sénégalaise pour la Coupe du monde. Le pays, pour sa première participation à une phase finale, dispute le match d'ouverture le 31 mai contre la France, tenante du titre. Grâce à un but de Bouba Diop, le Sénégal s'impose par un but à zéro,. Le Sénégal enchaîne par deux nuls contre le Danemark (1-1) puis l'Uruguay (3-3, dont deux buts de Bouba Diop). Dominant en huitièmes de finale la Suède grâce à un but en or de Henri Camara, c'est un but en or d'İlhan Mansız qui met fin à la Coupe du monde pour le Sénégal en quart de finale contre la Turquie,. Coly, Bouba Diop et Diouf disputent les cinq rencontres de leur pays, Sarr une,. Bouba Diop fait partie selon le journal Le Monde d'une liste de onze jeunes joueurs qui se sont révélés au cours de cette coupe du monde et qui doivent confirmer à l'avenir.

#### Qualifications et participation à la Coupe d'Afrique des Nations 2002
La Coupe d'Afrique des nations se dispute au Mali du 19 janvier au 10 février 2002, ce qui fait que la sélection nationale est directement qualifiée en tant qu'organisateur. Le Sénégal se qualifie pour cette édition.
Le pays organisateur termine deuxième de son groupe au premier tour, bat l'Afrique du Sud en quart de finale avant d'être dominé trois buts à zéro par le Cameroun en demi-finale. Une défaite contre le Nigeria amène le Mali à terminer quatrième de la compétition,.
De son côté, le Sénégal, premier de son groupe, domine le Nigeria en demi-finale avant de perdre en finale contre le Cameroun. Ce match se conclut aux tirs au but après un match s'étant terminé sur un score nul et vierge. Lors de cette séance, le Cameroun s'impose par trois tirs à deux. Les Lensois Coly, Bouba Diop et Diouf jouent cette finale. Diouf et Coly font partie des tireurs, le premier ne cadrant pas sa frappe tandis que le deuxième inscrit le premier tir de son équipe,.

#### Statistiques des joueurs du Racing Club de Lens avec les sélections étrangères
Le tableau suivant récapitule le nombre de matchs en sélection nationale joués par les joueurs étrangers de Lens.
| Nom             | Éliminatoires Coupe du monde / CAN | Éliminatoires Coupe du monde / CAN | Éliminatoires Coupe du monde / CAN | Éliminatoires Coupe du monde / CAN | Coupe du monde / CAN | Coupe du monde / CAN | Coupe du monde / CAN | Coupe du monde / CAN | Matchs amicaux | Matchs amicaux | Matchs amicaux | Matchs amicaux | Total | Total       | Total  | Total        |
| Nom             | MJ                                 | But inscrit                        | Averti                             | Carton rouge                       | MJ                   | But inscrit          | Averti               | Carton rouge         | MJ             | But inscrit    | Averti         | Carton rouge   | MJ    | But inscrit | Averti | Carton rouge |
| --------------- | ---------------------------------- | ---------------------------------- | ---------------------------------- | ---------------------------------- | -------------------- | -------------------- | -------------------- | -------------------- | -------------- | -------------- | -------------- | -------------- | ----- | ----------- | ------ | ------------ |
| Jacek Bąk       | 1                                  | 0                                  | 0                                  | 0                                  | 1                    | 0                    | 0                    | 0                    | 5              | 0              | 0              | 0              | 7     | 0           | 0      | 0            |
| Ferdinand Coly  | 1                                  | 0                                  | 1                                  | 0                                  | 10                   | 0                    | 4                    | 0                    | 5              | 0              | 0              | 0              | 16    | 0           | 5      | 0            |
| Adama Coulibaly | 0                                  | 0                                  | 0                                  | 0                                  | 5                    | 0                    | 2                    | 0                    | 3              | 0              | 0              | 0              | 8     | 0           | 2      | 0            |
| Papa Bouba Diop | 1                                  | 0                                  | 0                                  | 0                                  | 10                   | 4                    | 2                    | 0                    | 6              | 2              | 0              | 0              | 17    | 6           | 2      | 0            |
| El-Hadji Diouf  | 2                                  | 2                                  | 0                                  | 0                                  | 11                   | 1                    | 5                    | 0                    | 6              | 2              | 1              | 0              | 19    | 5           | 6      | 0            |
| Pape Sarr       | 2                                  | 0                                  | 1                                  | 1                                  | 4                    | 0                    | 0                    | 1                    | 3              | 0              | 0              | 0              | 9     | 0           | 1      | 2            |

## Aspects tactiques et analytiques
Selon le guide de début de saison de France Football, l'équipe lensoise type de la saison doit s'articuler en 4-4-2 devant son gardien Guillaume Warmuz. En défense, de droite à gauche se situent Éric Sikora, Jean-Guy Wallemme, Valérien Ismaël (ou Adama Coulibaly) et Franck Queudrue. Le milieu de droite à gauche est composé d'El-Hadji Diouf, Jocelyn Blanchard, Pape Sarr et Stéphane Pédron. Les deux attaquants prévus sont Esteban Fuertes et Lamine Sakho ou Antoine Sibierski. Cependant, avant même le premier match, Sikora perd sa fonction de capitaine, confiée à Warmuz, et commence la saison comme remplaçant de Ferdinand Coly. Coulibaly, Ismaël et Wallemme sont eux régulièrement alignés ensemble. Au milieu de terrain, Pédron est chargé principalement d'occuper le côté gauche. Cependant, suivant l'évolution de la tactique de match, il peut évoluer en meneur de jeu et se place alors en position axiale. En outre, il est chargé des coups de pied arrêtés du RC Lens. Principal passeur décisif de l'équipe, il en réalise la majeure partie par ses coups de pied arrêtés. En attaque, à partir du deuxième match de la saison, le duo qui s'impose en tant que titulaire est composé de Diouf et de Daniel Moreira. Ce dernier a un positionnement tactique modifié. Initialement milieu offensif, il est replacé attaquant de pointe sous l'impulsion de l'entraîneur Joël Muller et devient plus décisif qu'auparavant.
En début de saison, l'équipe se caractérise par sa confiance et sa forme physique. L'état d'esprit du groupe, sa rigueur, l'impact de l'entraîneur sont mis en avant, ainsi que le côté revanchard des joueurs, qu'ils soient issus du club la saison précédente ou des recrues, notamment le trio Wallemme, Pédron et Sarr qui ont connu la relégation en deuxième division la saison précédente avec l'AS Saint-Étienne. La réussite des internationaux sénégalais en sélection se ressent également sur les résultats du club lensois. Joël Muller, après la 18e journée et la victoire sur le tenant du titre, le FC Nantes, lie sa réussite « à la solidarité d'un groupe qui s'est réellement découvert et qui a emmagasiné un capital confiance grâce à de bons résultats. Et quand tout vous sourit, vous pouvez même compter sur une bonne dose de chance. » Le Monde souligne qu'à part trois joueurs, le groupe ressemble sensiblement à celui de la saison précédente, pourtant conclue par une 14e place. La réussite de Lens est mise en avant, à tel point que le titre de champion est alors évoqué comme possible pour le club lensois, ce que Muller refuse d'évoquer. Le Soir souligne également le facteur chance dans la réussite lensoise en décembre 2001. À ce stade de la saison, la CAN et la perte des internationaux sénégalais prévue pendant cette compétition est considérée comme un frein potentiel au maintien de Lens en première position, c'est pour compenser cela que des joueurs (Rodriguez, Bąk) sont recrutés. À partir de février, l'avance des Lensois en championnat diminue. La pression et le stress devant la perspective de titre sont mis en avant dans Le Soir en février pour justifier ce recul du RC Lens. Onze Mondial en mars parle de la pression comme d'un « lourd fardeau » pour les joueurs lensois.

## Éléments économiques, financiers, juridiques

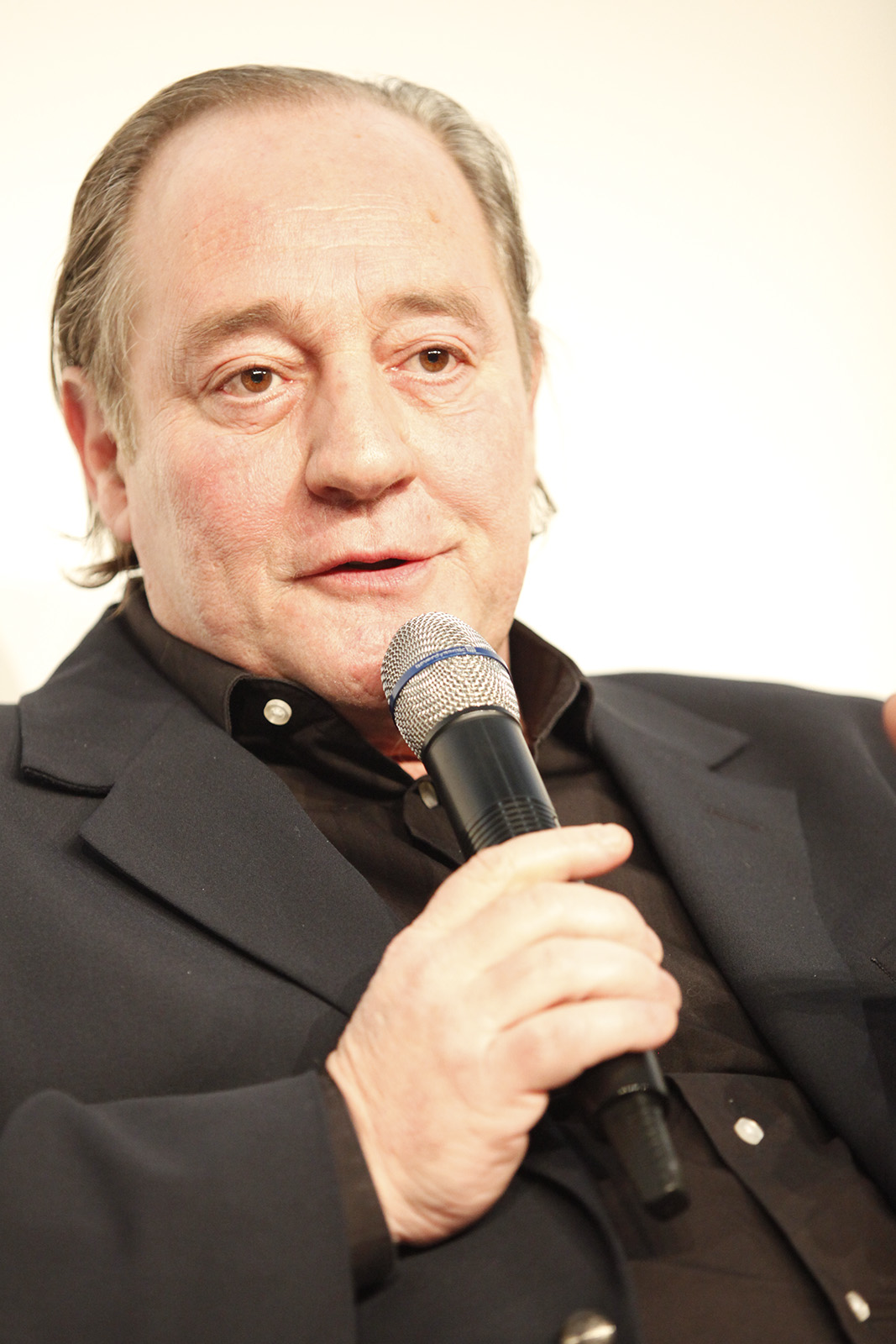
Gervais Martel, président du RC Lens en 2001-2002.

Le budget prévisionnel du Racing Club de Lens s'élève pour cette saison à 230 millions de francs, ce qui en fait le huitième budget du championnat,. En fin de saison, Le Monde indique un budget d'« environ 35 millions d'euros, ». Le club a un nouvel équipementier, Nike succédant à Umbro, le principal sponsor du maillot étant l'opérateur de téléphonie Orange,. Le prix des places au stade Bollaert varie entre 60 et 310 francs.
Le club est régi selon une Société anonyme sportive professionnelle (SASP) dont le siège est au stade Bollaert. Le président du club, depuis le 24 août 1988, est Gervais Martel. Martel est également président de l'UCPF, le syndicat français des propriétaires et dirigeants des clubs de football. La direction générale du RC Lens est assurée par Serge Doré,. Francis Collado est directeur administratif et financier, Louis Plet secrétaire général,. Dans le domaine sportif, Patrice Bergues est directeur technique du club et Jean-Luc Lamarche en mène le recrutement.

## La Gaillette
En cours de saison, le RC Lens déménage ses structures et s'installe dans un nouveau centre technique situé sur le territoire d'Avion, une commune limitrophe de Lens. Ce centre a comme nom « la Gaillette » en référence au passé minier du club et de sa région. Doté de douze terrains de football dont plusieurs synthétiques ou couverts, ce centre abrite également les équipements nécessaires à l'administration du club, au centre de formation ainsi que pour l'entraînement des équipes du club dont le groupe professionnel. L'investissement initial s'élève à 14 millions d'euros financés par le club, moitié par fonds propres et moitié par emprunt. Plusieurs millions d'euros sont nécessaires à son fonctionnement annuel,,.
Malgré une utilisation dès la saison 2001-2002, le complexe n'est officiellement inauguré qu'en octobre 2002. Marie-George Buffet, ministre des Sports en 2001, est sollicitée cette année-là pour inaugurer le centre, ce qu'elle n'accepte pas. À la même période, son ministère ainsi que celui de l'Éducation nationale émettent des doutes quant à la capacité du club lensois d'assurer un suivi éducatif de qualité suffisante étant donné le nombre élevé de stagiaires prévus.

## Affluences
L'affluence moyenne au stade Bollaert en championnat a été de 37 336 spectateurs. Il s'agit de la troisième meilleure moyenne derrière celles de l'Olympique de Marseille (50 072) et du Paris Saint-Germain (41 040). Du point de vue du taux de remplissage, Lens est situé à la première place à domicile avec une moyenne de 90,5 % tandis qu'à l'extérieur, le club artésien est situé à la troisième place avec 78,6 %, l'Olympique de Marseille étant premier avec 89,5 %. Le stade Vélodrome de Marseille détient les dix-sept plus grandes affluences du championnat de la saison, le match disputé contre Lens lors de la dix-neuvième journée étant la huitième plus forte affluence avec 49 392 spectateurs. La dix-huitième affluence de la saison est détenue par le Paris Saint-Germain et correspond au match disputé contre Lens lors de la sixième journée. Le Parc des Princes accueille alors 43 930 personnes.
En Coupe de France, Lens reçoit l'Olympique de Marseille devant 28 630 personnes, la plus faible affluence à domicile de la saison.
Le stade Bollaert accueille également durant la saison les trois matchs de la première phase de groupe de la Ligue des champions que dispute le club voisin du Lille OSC, ainsi qu'un match amical international entre le Sénégal et le Japon.
Affluence du Racing Club de Lens à domicile, lors de la saison 2001-2002

## Équipe réserve
L'équipe réserve du RC Lens sert de tremplin vers le groupe professionnel pour les jeunes du centre de formation mais permet également à certains joueurs non titulaires ou remplaçants avec l'équipe professionnelle de pouvoir disputer des matchs. L'équipe réserve est également utilisée fréquemment par des professionnels en phase de reprise à la suite d'une blessure. Pour cette saison, l'équipe B de Lens est entraînée par Dominique Bijotat.
Pour la saison 2001-2002, Lens B figure dans le groupe A du championnat de France amateur, le quatrième niveau de football en France. L'équipe réserve du RC Lens termine cette saison à la quatrième place, dix points derrière le premier de la poule, le LOSC B.
Plusieurs joueurs de l'effectif professionnel participent à au moins une rencontre de l'équipe B.